# 292 aC
El 292 aC va ser un any del calendari romà prejulià. A la República i a l'Imperi Romà es coneixia com l'Any del Consolat de Gurges i Esceva (o també any 462 ab urbe condita). La denominació «292 aC» per a aquest any s'ha emprat des de l'edat mitjana, quan el calendari Anno Domini va ser el mètode prevalent a Europa per a anomenar els anys.

## Esdeveniments

### Antiga Grècia
- Lisímac de Tràcia intenta estendre la seva influència més enllà del riu Danubi, i envia al seu fill Agàtocles a combatre els getes. Dromiquetes, el seu rei, el venç i el fa presoner, però el torna al seu pare sense demanar rescat. Lisímac marxa contra Dromiquetes, i també cau vençut i presoner, i el rei dels getes el pos en llibertat. Se signa la pau entre els getes i Lisímac. Aquest acord de pau es veu enfortit pel matrimoni entre Dromiquetes i la filla de Lisímac.[2]
- Mentre Demetri Poliorceta fa campanya a Beòcia, rep la notícia que Lisímac, el governant de Tràcia, ha estat capturat per Dromiquetes. Esperant prendre els territoris de Lisímac a Tràcia, Demetri, delega el comandament de les seves forces a Beòcia al seu fill Antígon i immediatament marxa cap al nord. Mentre és fora, els beocis es rebel·len, però Antígon els derrota, arraconant-los a la ciutat de Tebes.[3]
- Pirros, rei de l'Epir, es casa amb Bircenna, la filla del rei d'Il·líria Bardil·lis II.[4][5]

### Antiga Roma
- Aquest any són elegits cònsols Quint Fabi Màxim Gurges i Dècim Juni Brut Esceva.[6]
- Fabi Màxim és derrotat completament pels samnites. Els adversaris de la família dels Fabis, els Papiris i els Apis, aprofiten per posar el poble contra Fabi Màxim, i només s'escapa de ser revocat com a cònsol per la oferta del seu pare, que accepta ser el seu legat. Gràcies al pare, obté una victòria sobre els samnites. En una segona batalla, el cònsol recupera la seva reputació, i assalta i conquereix diverses ciutats. Al tornar a Roma rep els honors del triomf i el seu pare es situa al costat del carro per simbolitzar la seva ajuda en la victòria.[7]
- Esceva conquereix Falerii, una ciutat d'Etrúria.[8] El cònsol de l'any anterior, Espuri Carvili Màxim, és el seu legat per un mandat del Senat romà.[9]
- Se suposa que els Triumviri capitales comencen a exercir aquest any, uns magistrats elegits per investigar els crims, a proposta de Luci Papiri, tribú de la plebs o potser pretor segons les fonts. Es podria tractar de Luci Papiri Cursor que era pretor aquest any i podria ser el que va proposar la creació d'aquests càrrecs.[10]

## Necrològiques
- Gai Ponci, general samnita, decapitat a Roma per ordre del cònsol Quint Fabi Màxim Gurges que l'havia capturat i l'havia fet desfilar encadenat en el seu triomf.[11]
- Menandre, poeta grec de la nova comèdia (data aproximada).[12]